# Serafin (Głagolewski)
Serafin, imię świeckie Stiefan Wasiljewicz Głagolewski (ur. 1757 w Kałudze, zm. 5 stycznia?/17 stycznia 1843 w Petersburgu) – rosyjski metropolita prawosławny, wolnomularz. 

## Życiorys
Był absolwentem Moskiewskiej Akademii Duchownej oraz uniwersytetu w Moskwie. W marcu 1785 został zatrudniony jako nauczyciel w seminarium przy Ławrze Troicko-Siergijewskiej, zaś od 1787 wykładał retorykę i katechizm w akademii, której był absolwentem. 2 grudnia 1787 w monasterze Zaikonospasskim złożył wieczyste śluby zakonne. Od 1791 pracował jako cenzor, zaś 12 lutego 1795 otrzymał godność archimandryty i został przełożonym Monasteru Łużeckiego w Moskwie. Od 1798 przełożony Monasteru Zaikonospasskiego oraz rektor Moskiewskiej Akademii Duchownej.
25 grudnia 1799 metropolita moskiewski Platon wyświęcił go na biskupa wikariusza eparchii moskiewskiej z tytułem biskupa dmitrowskiego. Od 1804 Serafin (Głagolewski) był biskupem wiackim i słobodzkim, zaś 7 lipca 1805 objął katedrę smoleńską. Po siedmiu latach otrzymał godność arcybiskupią i został przeniesiony na katedrę mińską. W 1814 został arcybiskupem twerskim i kaszyńskim, zaś w 1819 – metropolitą moskiewskim i kołomieńskim. W 1821 otrzymał godność metropolity nowogrodzkiego, petersburskiego, estońskiego i fińskiego, którą tradycyjnie łączył z funkcją przełożonego ławry św. Aleksandra Newskiego.
W maju 1824 został przewodniczącym Rosyjskiego Towarzystwa Biblijnego. Już w grudniu tego samego roku zwrócił się do cara z prośbą o rozwiązanie RTB. Rok później wstrzymano sprzedaż dostępnego wówczas Nowego Testamentu w języku rosyjskim, a w roku 1826 car rozwiązał Towarzystwo. Uznawał, że dostęp do Biblii w języku rosyjskim będzie sprzyjał rozwojowi idei reformacyjnych wśród prawosławnych wiernych.
Zmarł po dwudziestu dwóch latach pełnienia urzędu i został pochowany w ławrze w cerkwi Św. Ducha. W ciągu ostatnich pięciu lat życia był już ciężko chory i nie prowadził praktycznie żadnej działalności publicznej.
Szczególnie angażował się w zwalczanie masonerii w Rosji, zajmował się rozwojem drukarni związanych z Kościołem oraz działał na rzecz podniesienia poziomu kazań głoszonych przez duchownych Cerkwi Rosyjskiej. Sprzeciwiał się wszelkim próbom reform w Kościele.